# Arròs covat
Arròs covat (en español, «Arroz pasado») es una serie de animación española, creada por el dibujante Juanjo Sáez para Televisió de Catalunya y emitida en El 33. Trata sobre la vida de Xavi Masdéu, un diseñador gráfico que debe rehacer su vida después de romper su relación con Sonia, la novia de toda su vida. El propio Sáez lo ha explicado como «el conflicto de hacerse mayor».
El nombre de la serie hace referencia al refrán «pasarse el arroz», que significa haber perdido la edad adecuada para hacer algo concreto. Arròs covat fue galardonada en 2010 con un Premio Ondas, se ha editado el cómic con el guion gráfico de la serie y se ha emitido para el resto de España por el canal de pago TNT, con doblaje al castellano por el elenco original de actores.

## Argumento
Xavi Masdéu es un diseñador gráfico que tras cumplir 30 años tiene la sensación de estar perdiendo todas las oportunidades de su vida. A pesar de tener su propio estudio de diseño gráfico, ser una persona cosmopolita y estar enamorado de su novia Sonia, comienza a replantearse su relación al darse cuenta de que no para de interesarse por todas las mujeres con las que se encuentra, como la joven Luz. Cuando Sonia se separa de Xavi, éste debe replantearse todo su mundo profesional y sentimental, y asumir su madurez.
Además de Xavi, aparecen otros personajes en la serie como su tía Paquita, con la que suele comer arroz cada jueves, y sus compañeros de estudio Lluis y Ricard. 
Cada capítulo se titula con un tipo de arroz, que guarda relación con la temática de la trama.

## Estilo

### Idea original
La serie presenta una estética de cómic: a partir de viñetas, se desarrollan las situaciones con el estilo de una serie de animación. El dibujo es minimalista: los personajes no suelen tener ojos ni boca, salvo en determinadas ocasiones, aunque si la situación lo requiere se añaden numerosos detalles. Ocasionalmente se utilizan imágenes reales de la ciudad como fondos.
Según ha explicado Juanjo Sáez en el cómic, la productora Escándalo Films contactó con él para que les asesorara en un proyecto: una serie de animación para adultos en Televisió de Catalunya. Al no quedar convencido con el planteamiento inicial, Sáez les sugirió que tratase de un treintañero en plena crisis de madurez. 
El guion se trabajó desde el principio como si fuera un guion gráfico, sobre el que se trabajaría la animación. Sáez escribía los guiones en castellano y se los entregaba a la televisión catalana para que los tradujese. Todo el proceso se realizaba en colaboración con un equipo de guionistas y realizadores, que hacían los cambios necesarios para adaptarlo a la televisión. Para algunos episodios contó con la ayuda del dibujante Gabi Corbera. Además del propio Sáez, entre el equipo creador de la serie destacan el realizador Kike Maíllo, autor de la película de ciencia ficción Eva, y Oriol Capel, guionista habitual de la serie Aída.

### Ambientación
La trama de Arròs covat se desarrolla en Barcelona y hay numerosas referencias a la ciudad. Xavi reside en el barrio de Gracia, considerado uno de los barrios vanguardistas y culturales. Del mismo modo, en cada capítulo hay múltiples referencias a la cultura pop e incluso parodias del ambiente moderno del distrito. Los protagonistas se expresan en catalán, aunque suele alternarse el español en el caso de ciertos personajes.
La música juega un papel importante en la serie, con guiños y referencias a la escena independiente. La banda sonora original está compuesta por el colectivo Maik Maier, incluido el tema de apertura interpretado por Miguel Ángel Blanca, cantante de Manos de Topo. Además, se incluyen temas de grupos catalanes (Standstill, Love of Lesbian, La Casa Azul), del sello barcelonés BCore, y se parodian a artistas como el disc jockey Marc Piñol (DJ de mierda) o al cantante Joe Crepúsculo. Incluso el actor de doblaje que interpreta a Xavi Masdeu es el cantautor Joan Dausà. Los efectos de sonido suelen ser onomatopeyas vocalizadas.

## Emisión
Aunque comenzó a emitirse en El 33 desde el 29 de septiembre de 2009, Televisió de Catalunya subía con anterioridad los capítulos a su página web y a su canal de YouTube sin limitación geográfica. La serie contó también con promoción en redes sociales: el personaje de Xavi Masdéu tuvo perfiles propios en Facebook y Twitter, siendo una de las primeras producciones en España que seguía ese patrón. 
En 2010, Arrós Covat se llevó el Premio Ondas al «mejor programa emitido por cadenas que no son de ámbito nacional».
Relacionado con la serie, se han publicado las dos primeras temporadas en DVD (con los audios en catalán y castellano) y el cómic correspondiente a los storyboards de la primera temporada, Arroz Pasado (Reservoir Books, 2010)

## Capítulos

### Temporada 1
- Capítulo 1: Arròs a banda (arroz a banda)
- Capítulo 2: Arròs a la cubana (arroz a la cubana)
- Capítulo 3: Arròs mar y muntanya (arroz mar y montaña)
- Capítulo 4: Arròs integral (arroz integral)
- Capítulo 5: Sobres d'arròs (sobras de arroz)
- Capítulo 6: Arròs borratxo (arroz borracho)
- Capítulo 7: Arròs amb llamàntol (arroz con bogavante)
- Capítulo 8: Arròs de la mama: (arroz de la mamá)
- Capítulo 9: Cocido madrileño
- Capítulo 10: Arròs de menú (arroz de menú)
- Capítulo 11: Arròs amb sushi (arroz con sushi)
- Capítulo 12: Arròs negre (arroz negro)

### Temporada 2
- Capítulo 13: Arròs amb llet (arroz con leche)
- Capítulo 14: Arròs brut (arroz sucio)
- Capítulo 15: Arròs de la Paquita (arroz de Paquita)
- Capítulo 16: Empatx d'arròs (empacho de arroz)
- Capítulo 17: Arròs congelat (arroz congelado)
- Capítulo 18: Covada d’arròs (pasada de arroz)
- Capítulo 19: Pastis d'arròs (pastel de arroz)
- Capítulo 20: Arròs d'arengs amb mostassa a la mel (arroz de arenques con mostaza a la miel)
- Capítulo 21: Super arròs (súper arroz)
- Capítulo 22: Arròs sènior (arroz senior)
- Capítulo 23: Arròs suec (arroz sueco)
- Capítulo 24: Arròs Bomba (arroz bomba)

### Temporada 3
- Capítulo 25: Arròs per a tres (arroz para tres)
- Capítulo 26: Arròs del paleolític (arroz del paleolítico)
- Capítulo 27: Arruiz Zafón
- Capítulo 28: Arròs inflat (part 1) (arroz inflado, parte 1)
- Capítulo 29: Arròs inflat (part 2) (arroz inflado, parte 2)
- Capítulo 30: Arròs a la malaguenya (arroz a la malagueña)
- Capítulo 31: Arròs infidel (arroz infiel)
- Capítulo 32: Arròs responsable (arroz responsable)
- Capítulo 33: Arròs amb llamàntols i una gamba (arroz con bogavantes y una gamba)
- Capítulo 34: Arròs sense delícies (arroz sin delicias)
- Capítulo 35: Arròs del passat Nadal (arroz de la Navidad pasada)
- Capítulo 36: Arròs de boda (arroz de boda)